# Тошијаки Макабе
Тошијаки Макабе (јап. 真壁利明; рођен 1947) је јапански инжењер електротехнике, академик и инострани члан Одељења техничких наука Српске академије наука и уметности од 5. новембра 2009.

## Биографија
Завршио је основне студије на Универзитету Кеио 1970, мастер студије 1972. и докторат 1975. године. Радио је као асистент на Факултету за науку и технологију Универзитета Кеио од 1975, као доцент од 1979, као ванредни професор од 1984, као редовни професор 1991, као гостујући професор на Универзитету за науку и технологију у Похангу, на Универзитету у Кини и на Универзитету Рур у Бохуму. Био је главни уредник IEE of Japan A 1988—1989, био је уредник Japanese Journal of Applied Physics 1992—1997, Plasma Sources Science and Technology од 2000, Journal of Physics D 2001—2007. и JSAP International Oyobuturi 2004—2005. Инострани је члан Одељења техничких наука Српске академије наука и уметности од 5. новембра 2009. Добитник је награде за науку о течностима плазме Универзитета Тохоку 2003, награде за плазма електронику Јапанског удружења за примењену физику 2004, награде Универзитета Кеио 2004. и награде Америчког удружења за вакумске технологије 2006. године.

## Радови
- T. Makabe and Z. Petrovic: Plasma Electronics; Applications in Microelectronic Device Fabrication, Taylor & Francis (New York, London), 340 pages (2006).
- T. Makabe: Advances in Low Temperature RF Plasmas: Basis for process design, Elsevier (Amsterdam), 341 pages (2002).